# 曼寧似口蝦蛄
曼寧似口蝦蛄（学名：Oratosquillina manningi）为蝦蛄科似口蝦蛄屬下的一个种。